# Saint-Étienne-l'Allier

Saint-Étienne-l'Allier este o comună în departamentul Eure, Franța. În 1 ianuarie 2022 avea o populație de 524 de locuitori.